# Alta Gheldria

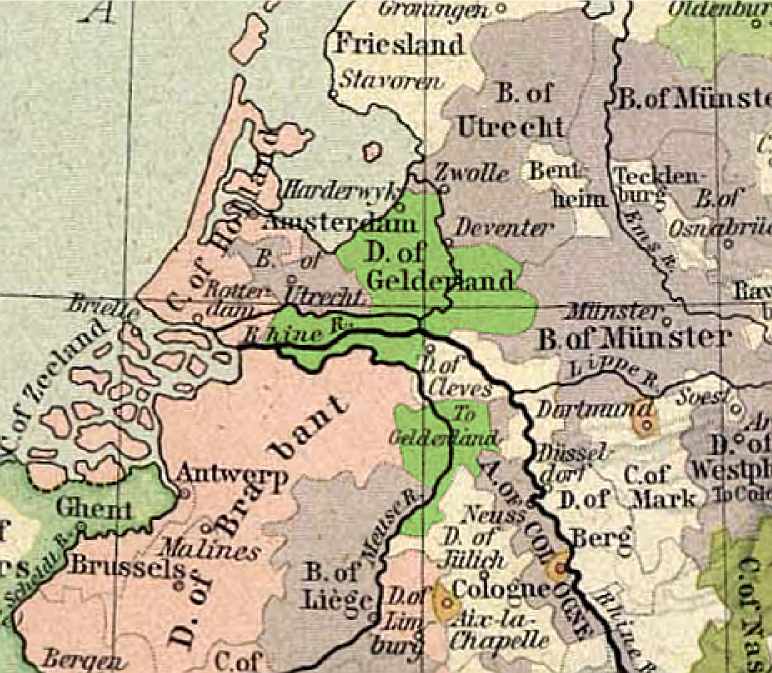
Il Ducato di Gheldria nel 1477: l'Alta Gheldria è la parte meridionale più piccola

L'Alta Gheldria è stata uno dei quattro quartieri del Ducato di Gheldria. È talvolta definita Gheldria spagnola, così chiamata a partire dalla divisione del Ducato di Gheldria in due parti, una sotto l'influenza della Repubblica delle Sette Province Unite e una, l'Alta Gheldria appunto, sotto l'influenza della Spagna.

## Storia
L'Alta Gheldria, insieme a Veluwe, Betuwe e Achterhoek era uno dei quattro quartieri costituenti il Ducato di Gheldria. Separato dagli altri tre, detti anche Bassa Gheldria, subì in modo minore gli effetti della riforma protestante e, durante la rivolta dei pezzenti, fu l'unico quartiere che non si ribellò alla monarchia asburgica.
Quando i Paesi Bassi si rivoltarono al governo di Filippo II di Spagna nel 1581, egli dovette concedere l'autonomia alla Repubblica delle Sette Province Unite. I tre quartieri a nord, aderenti all'Unione di Utrecht, entrarono a far parte della Repubblica delle Sette Province unite, mentre il quartiere meridionale dell'Alta Gheldria rimase parte dei Paesi Bassi spagnoli.
In seguito alla Guerra di successione spagnola, per effetto del Trattato di Utrecht, siglato nel 1713, il quartiere spagnolo della Gheldria venne a sua volta diviso in quattro parti:
- la Prussia, con la Gheldria prussiana, parte della Provincia del Basso Reno-Vestfalia del Sacro Romano Impero e comprendente Geldern, Viersen, Horst e Venray
- le Province Unite, con l'Alta Gheldria degli Stati comprendente Venlo, Montfort ed Echt
- l'Austria, con la Gheldria austriaca comprendente ciò che rimaneva: Roermond, Niederkrüchten e Weert
- il Ducato di Jülich, con la Gheldria bavarese comprendente Erkelenz.

Dopo il Congresso di Vienna del 1815, la parte occidentale della Gheldria Prussiana e la Gheldria Austriaca diventarono parte della provincia del Limburgo in seno al neo costituito Regno Unito dei Paesi Bassi. Il resto del territorio fu assegnato alla Prussia ed in particolare la città di Geldern entrò a far parte della provincia di Jülich-Kleve-Berg, mentre Erkelenz ricadette nella provincia del Granducato del Basso Reno. Le due province prussiane furono unificate nel 1822 nella provincia del Reno.